# Rudolf Noureev
« Noureev » redirige ici. Pour le film, voir Noureev (film).
Scènes principales
Opéra national de Paris
Rudolf Khametovitch Noureev (en russe : Рудольф Хаметович Нуреев, Roudolf Khametovitch Noureïev ; en tatar : Рудольф Хәмит улы Нуриев ; en bachkir : Рудольф Хәмит улы Нуриев) est un danseur classique, chorégraphe et directeur de ballet russe d'origine tatare, né le 17 mars 1938 à Irkoutsk (Sibérie, Union soviétique) et mort le 6 janvier 1993 à Levallois-Perret (Hauts-de-Seine, France).
Doué d'une technique exemplaire, Rudolf Noureev est considéré comme l'un des plus grands danseurs classiques,,, et l'un des plus grands chorégraphes de son temps et surnommé le « seigneur de la danse »,.
Rudolf Noureev fut l'un des meilleurs interprètes du répertoire classique, mais exprima aussi son talent dans la danse contemporaine et fut l'un des premiers danseurs à s'intéresser de nouveau au répertoire baroque,. Sa notoriété, due non seulement à son talent mais aussi au déroulement extraordinaire de sa vie, dépassa le monde de la danse.
Il marqua l'histoire du ballet en formant deux couples mythiques :
- l'un avec Margot Fonteyn, sa partenaire au Royal Ballet. Ensemble, ils forment un des couples les plus « mythiques » de l'histoire du ballet[9],[10],[11] ;
- l'autre avec Sylvie Guillem du ballet de l'Opéra de Paris dans les années 1980. Selon Pierre Lacotte, sur scène « ces deux sont une personne »[12]. Rudolf Noureev et Sylvie Guillem ont encore dansé ensemble même après que Sylvie Guillem avait quitté le ballet de l'Opéra de Paris pour rejoindre le Royal Ballet et même lorsque Rudolf Noureev est devenu fragile en raison du stade avancé du sida qu'il avait contracté en 1984[13].

Rudolf Noureev fut directeur du Ballet de l'Opéra de Paris de 1983 à 1989, également maître de ballet et chorégraphe en chef jusqu'à 1992. En tant que chorégraphe, il revisita tous les grands ballets classiques, donnant une place très importante aux hommes jusqu'alors souvent cantonnés à n'être que les faire-valoir des ballerines, en introduisant  des variations pour hommes, notamment pour le Lac des Cygnes.
Noureev a ainsi renouvelé tout le répertoire de Marius Petipa qui n'apparaissait pas à Paris jusque-là,. Les années de Rudolf Noureev à l'Opéra de Paris sont considérées comme un « âge d'or » pour le ballet,, et ses chorégraphies y sont régulièrement reprises,.

## Période soviétique (1938-1961)

### Origines familiales et première enfance (1938-1945)
La famille Noureev, originaire d'Oufa (république de Bachkirie), est issue d'un milieu paysan bachkir et tatar de culture musulmane. Le grand-père de Rudolf Noureev avait pour nom de famille Fasli. Mais une erreur d'enregistrement à la mairie fit du patronyme « Noureev » le nom de famille. Khamet Noureev signifie littéralement « Khamet fils de Nour » signifiant « la lumière » en arabe.
Rudolf Noureev est le fils de Farida, née à Kazan (république de Tatarstan), et de Khamet Noureev, né près d'Oufa. Il est le benjamin d'une fratrie, venant après trois sœurs : Rosa, née en 1928 ; Lilia (1933), est sourde ; Razida (1935).
Dans son autobiographie, Rudolf Noureev raconte que sa naissance a eu lieu entre le lac Baïkal et Irkoutsk, en Sibérie, dans une voiture de troisième classe au cours d'un voyage en train vers Vladivostok, Farida rejoignant son époux par le Transsibérien. Khamet Noureev venait en effet d'obtenir un logement de fonction à Vladivostok où il avait été affecté en tant que « politrouk » (instructeur politique) dans l'Armée rouge. Par la suite, la famille gagne Moscou.
Rudolf Noureev indique qu'il n'a aucun souvenir de son père dans son enfance. En effet, ce dernier est mobilisé en 1941 au moment de l'invasion de l'URSS par l'Allemagne, alors que Noureev n'a que trois ans, et ne le revoit qu'en 1946. Cela explique en partie une relation père-fils assez conflictuelle.
En 1941, la famille est évacuée de Moscou et se réfugie à Oufa, où Rudolf Noureev passe son enfance. Les conditions de vie sont précaires : la famille partage une isba avec trois autres familles. cette habitation est sans eau ni électricité. Le climat y est très rude en hiver, la nourriture consiste essentiellement en pommes de terre bouillies.
À l'école, les autres enfants se moquent de Rudolf Noureev car il n'a pas de chaussures et porte le manteau de l'une de ses sœurs.

### Débuts dans la danse à Oufa (1945-1955)
Cependant, Oufa a un théâtre de bon niveau. Dès son plus jeune âge, Rudolf Noureev est passionné de musique. Il a une révélation le soir du Nouvel An 1945, lorsqu'il assiste à un ballet patriotique intitulé Le Chant des cigognes, avec la danseuse étoile Zaïtouna Nazretdinova. Il a trouvé sa vocation et commence la danse cette même année, à l'âge de sept ans.
Il commence à danser des danses folkloriques à l'école dans des groupes amateurs et avec les Pionniers. Puis on le recommande à Anna Oudeltsova qui, au bout de dix-huit mois, l'oriente vers Elena Vaïtovitch. Toutes deux lui font comprendre que la danse n'est pas seulement une affaire de technique. Voyant son potentiel, elles lui suggèrent de continuer sa formation à l'Institut chorégraphique d'État de Léningrad, considérée par elles comme la meilleure école au monde.
En 1953, à l'âge de 15 ans, Rudolf Noureev commence à faire de la figuration dans les spectacles du théâtre de la ville. Il est un peu payé, ce qui lui permet de faire ses classes avec la compagnie. Progressant assez vite, il intègre la troupe de ballet. La compagnie est invitée pour une tournée de dix jours à Moscou. Noureev peut faire partie du voyage, remplaçant au pied levé un danseur blessé dans un solo de danse de caractère. Il n’en connaissait pas les pas, n’eut pas le temps de répéter et ce fut pour lui la première occasion de puiser dans sa mémoire où tout ce qu’il voyait était enregistré instantanément. Il se blesse durant une représentation.
Rudolf Noureev se remet et passe une audition à l'école de danse du Bolchoï de Moscou où il est accepté, mais il n'y entre pas, refusant aussi d'intégrer la troupe d'Oufa qui lui offre un contrat à plein temps.

### Léningrad (1955-1961)
Rudolf Noureev passe l'audition pour intégrer l'Institut chorégraphique d'État de Léningrad. Après avoir suivi onze ans de cours de danse, notamment en danse folklorique, il y entre dans la sixième des huit divisions, à l'âge de 17 ans. Il y est reçu avec le commentaire suivant : « Soit vous serez un danseur extraordinaire, soit le modèle des ratés, et plus probablement le modèle des ratés ».
Il passe trois années à l'Académie liée au ballet du Kirov de Léningrad. En deuxième année, il est promu en huitième division, la classe terminale. En troisième année, Rudolf Noureev redouble la classe terminale. Il garde sa spontanéité et son acharnement au travail.
Diplômé de l'Académie, Rudolf Noureev intègre le ballet du Kirov en 1958 ; il y passe 3 ans. Il en devient vite soliste et interprète les premiers rôles dans Le Corsaire, Don Quichotte, Le Lac des cygnes et La Belle au bois dormant.

### Le passage à l'ouest (16 juin 1961)

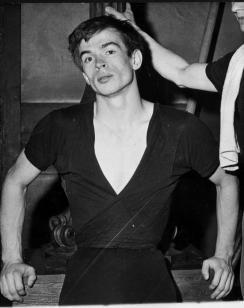
Rudolf Noureïev en 1961, année où il demande l'asile politique.

L’Europe découvre Noureev en mai 1961 lors d'une tournée du Kirov à Paris.
Mais Noureev irrite les autorités soviétiques par ses frasques, les heures passées au Louvre, à Montmartre et à écumer les nuits parisiennes après les représentations en compagnie de ses collègues de l’Opéra de Paris, notamment Claire Motte, Claude Bessy, Jean-Pierre Bonnefous et le chorégraphe Pierre Lacotte, ainsi que Clara Saint, amie commune d’origine chilienne, belle-fille d'André Malraux. Noureev est sommé de rentrer à Moscou, alors que le ballet doit partir pour Londres.
Le 16 juin 1961, à l'aéroport du Bourget, Noureev fausse compagnie aux agents du KGB avec l’aide de Clara Saint. Elle alerte les inspecteurs en service présents en leur disant : « Il y a un danseur russe en bas qui veut rester en France »,,. Lorsqu'ils arrivent, Noureev se précipite vers eux en demandant l'asile politique.

## Après la défection (1961-1982)

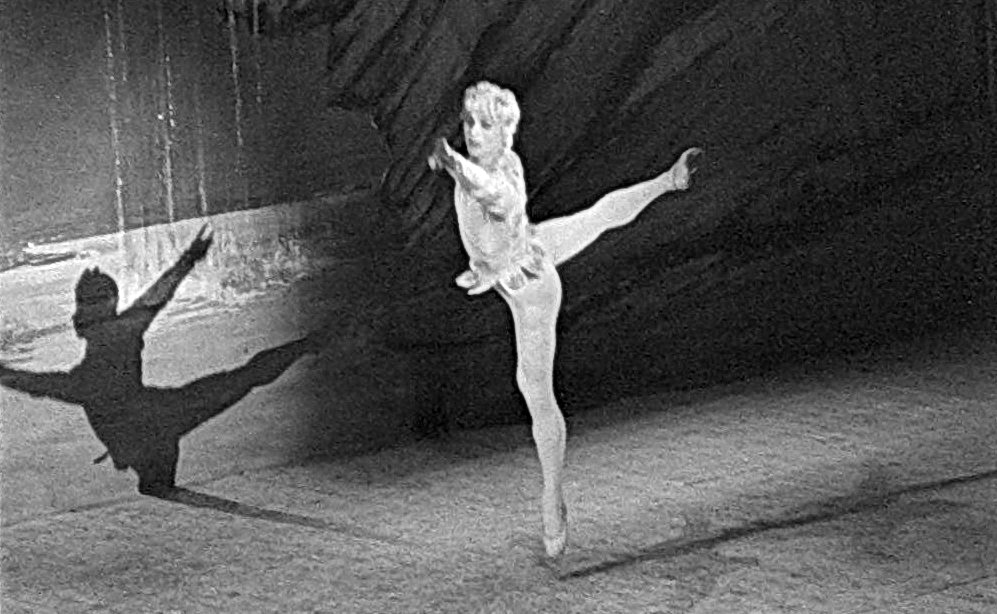
Rudolf Noureev (le prince) dans La Belle au bois dormant musique de Tchaïkovski et chorégraphie de Rudolf Noureev d’après Marius Petipa. Théâtre des Champs-Élysées, juin 1961.

### Londres, Copenhague, Chicago (1961-1962)
À la suite de sa défection, Noureev est engagé pour jouer avec Nina Vyroubova dans La Belle au bois dormant. Ils se brouillent durant cinq ans après qu'il a ajouté quelques mesures au dernier solo de Vyroubova.
Rudolf Noureev accompagne ensuite Maria Tallchief à Copenhague où il fait la connaissance du danseur danois Erik Bruhn, qu'il admire beaucoup pour l'avoir vu dans un film d'amateur. Ils entament une relation amoureuse qui ne cessera qu'à la mort de Bruhn en 1986. 
Noureev, parlant peu anglais, rencontre à Copenhague une compatriote, Vera Volkova, qui lui donne ses premières leçons de danse à l'extérieur de l'URSS. Ils resteront amis toute leur vie.
Noureev fait ses débuts américains avec Sonia Arova en collaboration avec le Chicago Opera Ballet de Ruth Page en 1962. Ensemble, ils interprètent le grand pas de deux de Don Quichotte à New York,,,. Plus tôt en 1962, Noureev a fait ses débuts à la télévision en Amérique en dansant le pas de deux de "Flower Festival in Genzano" d'Auguste Bournonville avec Maria Tallchief pour le spectacle Bell Telephone Hour,,.

### LeRoyal Balletde Londres (1962)
À partir de 1962, Rudolf Noureev danse pendant plusieurs années au Royal Ballet (Covent Garden), à Londres.
Étoile du Royal Ballet, Margot Fonteyn alors âgée de 42 ans, devient sa partenaire. Tous les deux forment le couple le plus célèbre de l'univers de la danse classique. Ils entretiennent des relations amicales étroites pendant les trente années qui suivent.
Margot Fonteyn et Rudolf Noureev interprètent pour la première fois ensemble Giselle le 21 février 1962. Lorsque le rideau tombe ce soir-là, le public est tellement stupéfait qu’il y a un silence de quelques instants avant que les applaudissements retentissent, suivis de 23 rappels.

### LeLac des cygnesà l'Opéra de Vienne (1964)
En 1964, Rudolf Noureev crée sa première chorégraphie du Lac des cygnes pour l'Opéra d'État de Vienne.
Dans ce ballet il interprète le rôle du prince aux côtés de Margot Fonteyn qui interprète Odette et Odile.
À la fin d'une représentation, on compte 89 levées de rideau, événement unique dans l'histoire du ballet.

### Une superstar du ballet

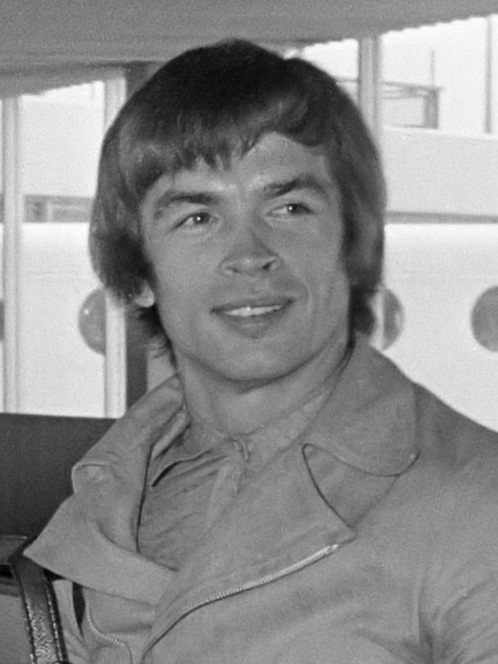
Rudolf Noureev en 1968.

Il est le monstre sacré qui déplace les foules à la manière d'une rock star, personnage au destin rocambolesque.
Rudolf Noureev se produit sur la scène de toutes les grandes compagnies internationales. Il touche 7,9 millions de dollars par an, le plus gros cachet qu'un danseur ait jamais reçu.
Le 12 juillet 1967, après une représentation au Royal Ballet de San Francisco, Margot Fonteyn et Rudolf Noureev sont invités par de jeunes « hippies » à se joindre à eux pour fêter le Summer of Love, avec son lot de LSD et de marijuana. Arrêtés dans le quartier « hippie » de Haight-Ashbury par la police qui les soupçonne de consommation de drogues, ils ne sont pas poursuivis en justice.
Il apparaît en 1977 sous la direction de Ken Russell dans le rôle principal dans Valentino, qui reçoit un accueil mitigé de la critique et du public malgré quelques scènes remarquables, notamment celle du tango de Valentino et Nijinski joué par Anthony Dowell.

## Dernières années (1982-1993)
En 1982, Rudolf Noureev devient citoyen autrichien et est nommé membre honoraire de l’Opéra de Vienne.

### Directeur du ballet de l'Opéra de Paris (1983-1989)
En 1977, on lui a proposé le poste du directeur du Royal Ballet. Rudolf Noureev refuse, préférant encore poursuivre sa carrière de danseur étoile.
Mais il accepte sa nomination comme directeur du ballet de l'Opéra national de Paris à compter du 1er septembre 1983 par Jack Lang, ministre de la Culture.
Ses premières années en tant que directeur soulèvent des critiques jusqu'au sein de l'Opéra.
Rudolf Noureev rend le ballet de l'Opéra de Paris plus attractif et connu internationalement.
Il fait entrer un grand nombre de chorégraphes à l'Opéra de Paris comme William Forsythe et Maguy Marin.
Patrice Bart devient le bras droit de Rudolf Noureev.
Dans les années de Rudolf Noureev en tant que directeur du ballet, Il est le cœur et Patrice Bart l'âme du Ballet de l'Opéra national de Paris,.
Rudolf Noureev occupe le poste du directeur jusqu'en 1989.
Rétrospectivement, dans une interview, Sylvie Guillem répond à David Lister, journaliste et cofondateur du journal The Independent, : « Ah oui », répond-elle, « l'enterrement où tous les gens qui ont cherché à le congédier pendant des années disaient à quel point c'était un grand homme. »

### La maladie (1984-1993)

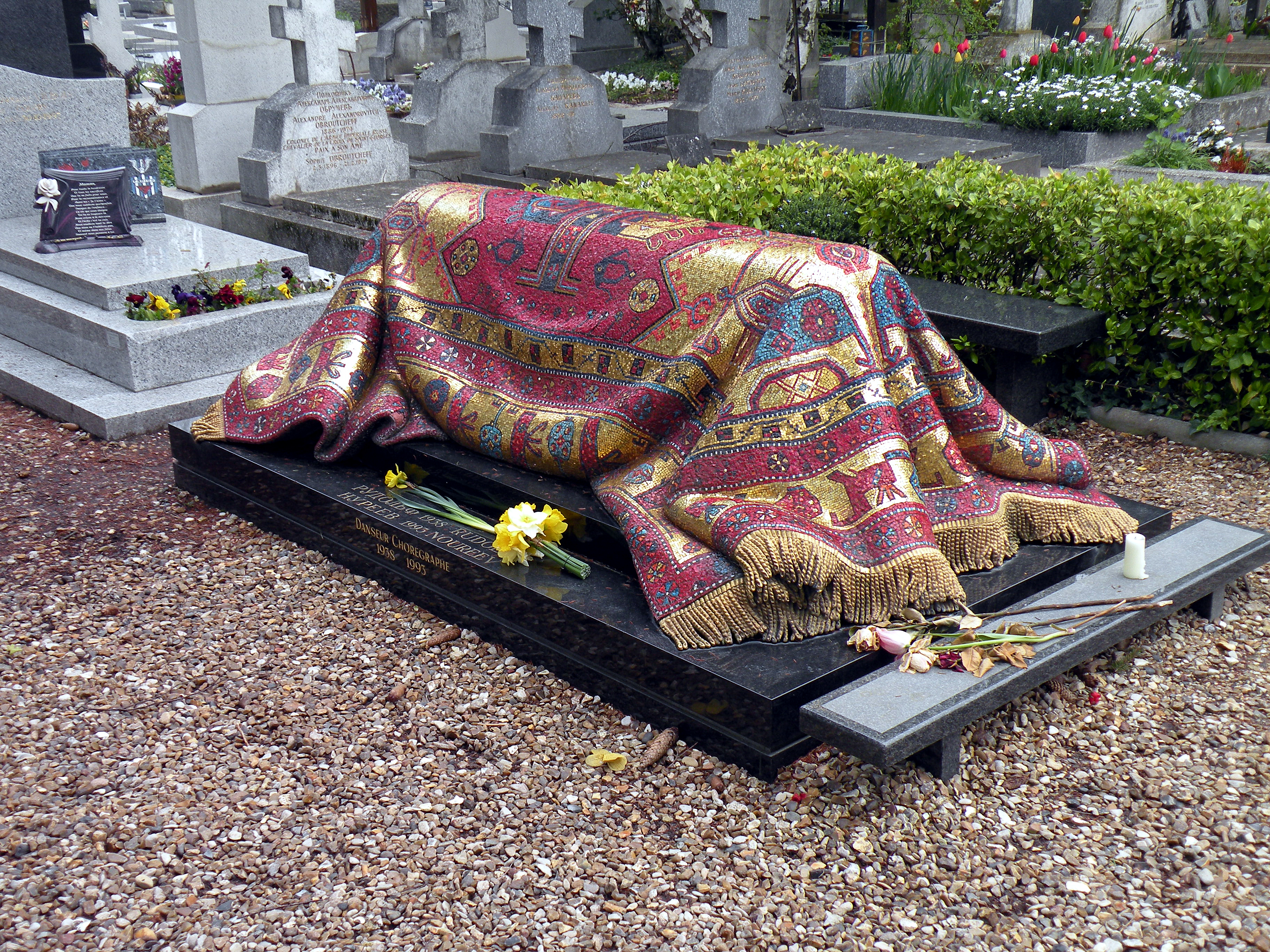
Le tombeau de Noureev créé par Ezio Frigerio.

Rudolf Noureev est homosexuel. En 1984, perdant beaucoup de poids et victime d'une fièvre persistante, il effectue des examens médicaux qui révèlent qu'il est atteint du SIDA.
En 1988, lors de la représentation de La Sylphide de Bournonville Flemming Flindt à La Scala, les premières voix critiques, les doutes et les ragots autour de la forme de plus en plus décevante du danseur se font entendre.
Pendant de nombreuses années, il nie le fait ; lorsque, vers 1990, il devient malade de façon évidente, il combat courageusement sa maladie sans cesser de danser. Il essaie plusieurs traitements expérimentaux qui ne ralentissent pas la dégénérescence inéluctable de son corps. Il apparaît amaigri et a de plus en plus de mal à se déplacer.
Il doit cependant affronter la réalité. À cette époque, son courage suscite l'admiration de beaucoup de ses détracteurs. Sa déchéance physique le fait souffrir, mais il continue à se montrer en public. Au cours de sa dernière apparition publique, le 8 octobre 1992, pour la première de sa production de La Bayadère au palais Garnier d'après Marius Petipa, le public lui fait une ovation debout.

### Bref retour en URSS (1989)
Après de nombreuses demandes, il obtient de Mikhaïl Gorbatchev, à la fin de 1989, un visa de quarante-huit heures pour venir à Léningrad pour voir sa mère. Il revient pour la première fois à Saint-Pétersbourg, en citant les vers de Ossip Mandelstam : « Revenu dans ma ville connue jusqu'aux larmes... », pour rendre visite à sa mère mourante. Il rapporte de ce voyage la photocopie de la partition complète de La Bayadère de Minkus avec l'intention de le remonter avec les notes originales de Petipa.
Luttant contre la maladie, Rudolf Noureev remonte l'intégralité du ballet La Bayadère dans sa version de 1877 en octobre 1992.

### Mort et funérailles
Rudolf Noureev meurt trois mois plus tard dans une clinique de Levallois-Perret, le 6 janvier 1993, à l'âge de 54 ans. 
Il est enterré au cimetière russe de Sainte-Geneviève-des-Bois, dans l'Essonne. Entièrement revêtu de mosaïque, son tombeau se présente sous la forme d'un kilim (somptueux tapis qui retombe de chaque côté de la pierre en plis chatoyants) recouvrant les malles de l'errance. Il est l'œuvre d'Ezio Frigerio, décorateur qui a souvent collaboré avec Noureev,. Il s'agit d'une des rares tombes non orthodoxes du cimetière russe.

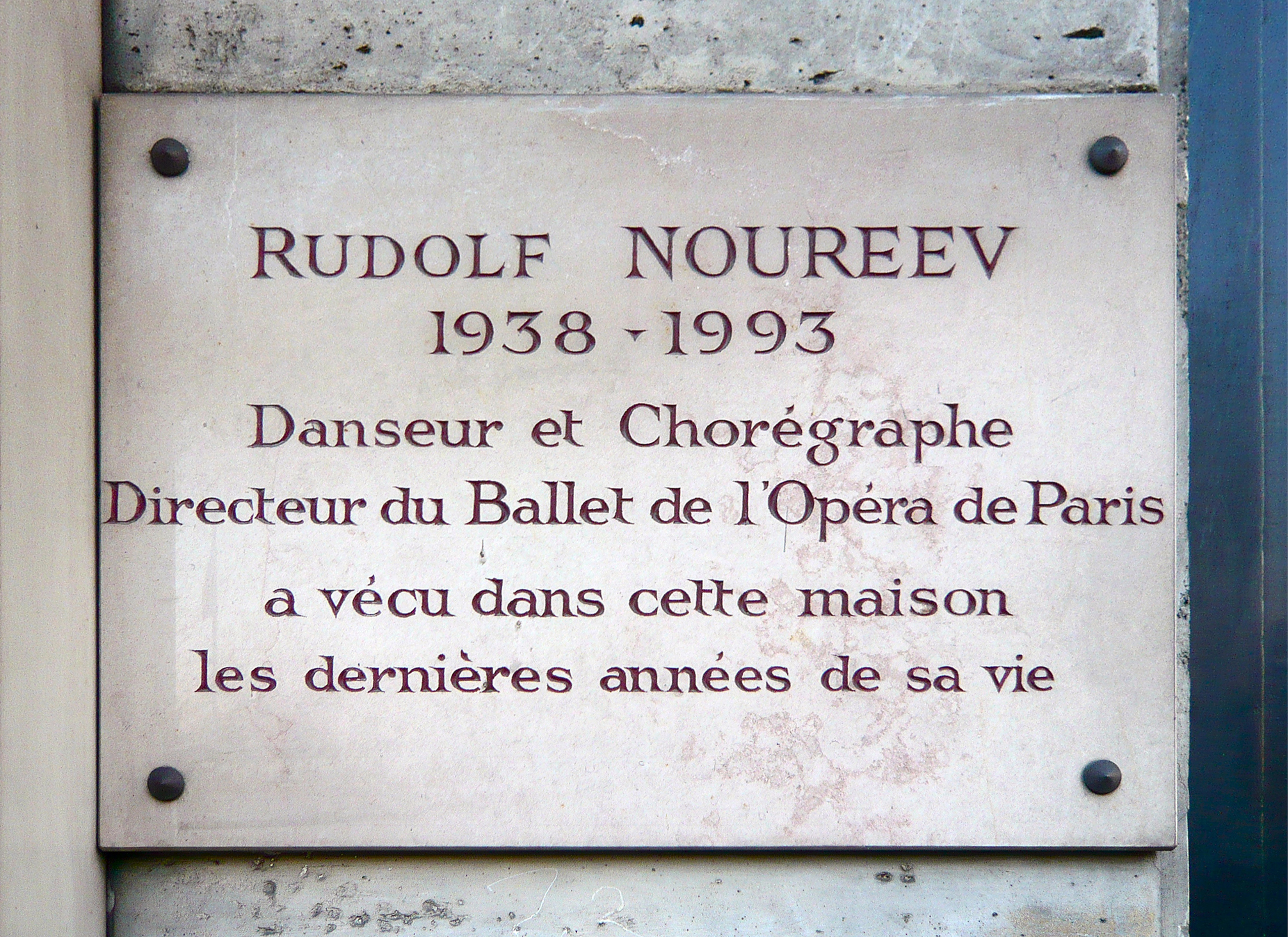
Plaque au 23 quai Voltaire (7e arrondissement de Paris).

Les biens et la collection d'art de l'appartement de Noureev, 23 quai Voltaire à Paris (où une plaque lui rend hommage), sont dispersés lors d'une vente aux enchères historique. Sa villa de Capri est léguée à sa sœur après un long procès.

## Caractéristiques professionnelles et personnelles

### Le danseur
« Noureev avait un travail de pieds inégalable », explique Mathias Heymann, danseur étoile à l’Opéra de Paris. Sur scène, Rudolf Noureev jaillit, comme monté sur ressorts.

Pour Brigitte Lefèvre, directrice du ballet de l'Opéra national de Paris de 1995 à 2014, Noureev avait 

« une façon de faire ça, la beauté des lignes, l'exigence, cette façon de faire des grandes difficultés, une technique, cette foule, cette connaissance et cette curiosité. »

### Le chorégraphe

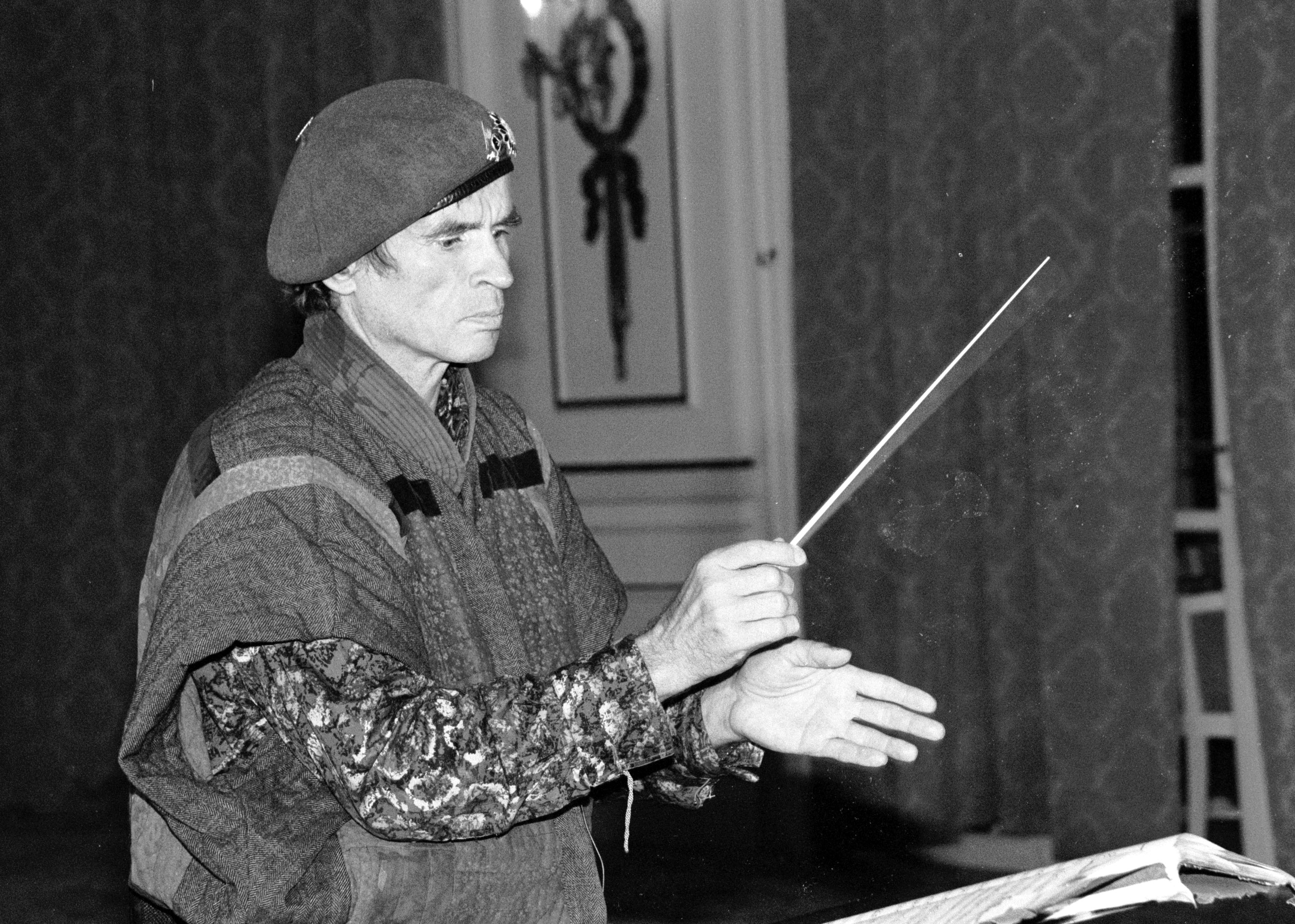
Rudolf Noureev en 1991.

Également chorégraphe, admirateur de l'école française et inconditionnel de Bournonville et de Petipa, Rudolf Noureev remonte en Europe de nombreux ballets d'après Petipa.
Ces grands ballets étaient pour la plupart alors inconnus des Occidentaux.
Il fait découvrir au public parisien l'acte III de La Bayadère en 1961, puis remonte ses propres versions d'après Petipa.
C'est à Vienne que Rudolf Noureev monte son premier Le Lac des cygnes (1964) et son premier Don Quichotte.
Plus tard, il y revient pour monter La Belle au bois dormant (1966), Casse-Noisette et Raymonda.

### L'acteur de cinéma
Outre le ballet, il fut également engagé comme acteur. En 1969-1970, le projet « Nijinski » a été lancé sur un scénario d'Edward Albee. Noureev devait jouer Vaslav Nijinsky, Claude Jade sa femme Romola de Pulszky et Paul Scofield Serge de Diaghilev. Le réalisateur était Tony Richardson, mais le producteur Albert Broccoli a ensuite mis en veilleuse le projet, qui portait principalement sur l'homosexualité de Nijinski,. En 1976, il joue Rudolph Valentino dans le film de Ken Russell Valentino, et en 1982, il partage l'affiche avec Nastassja Kinski dans le thriller Surexposé.

### Influences artistiques
Rudolf Noureev fait se rencontrer l'école russe très technique et le style français à l'élégance racée.
Il a avant tout respecté l'école française de danse et su y apporter de la théâtralité.
Pour Mathias Heymann, danseur étoile de l'Opéra de Paris, Rudolf Noureev est le modèle.
Au surplus, Rudolf Noureev a bouleversé la perception de la danse classique masculine, attachant beaucoup d'importance à la chorégraphie des danseurs,.

### L'esprit de Noureev
« Le désir de "jusqu’au-boutisme" de Rudolf, appliqué à sa propre personne, jusqu’aux limites les plus dangereuses, valait aussi pour les danseurs qu’il faisait travailler. » Patrice Bart.
Manuel Legris, qui est nommé étoile du ballet de l'Opéra de Paris par Rudolf Noureev le décrit ainsi : « Rudolf Noureev était un TGV. Après s'être fait huer, il a enfoncé son béret et retravaillé. »
« Il attendait toujours beaucoup d'un danseur et de sa vie artistique. Rudolf Noureev travaillait tous les jours. Il était là, à l'Opéra, de dix heures du matin à sept heures du soir. [...] Il laisse derrière lui l'image d'un danseur d'exception, exigeant et charismatique. »
Ses nombreuses chorégraphies de ballets classiques sont aujourd'hui largement reconnues. L'Opéra national de Paris organise chaque année plusieurs représentations de ses ballets.
Les successeurs de Rudolf Noureev à la direction du Ballet l'Opéra de Paris, Patrick Dupond et Brigitte Lefèvre, ont souvent témoigné de l'héritage et de l'empreinte indélébile laissée par Rudolf Noureev à l'Opéra de Paris,.
Alors qu'il est directeur du Ballet de l'Opéra de Paris, Rudolf Noureev nomme cinq danseuses et danseurs étoiles, parfois appelés des « bébés » Noureev parce que, tout comme leur maître, ils ont une grande carrière :
- Sylvie Guillem ;
- Isabelle Guérin ;
- Élisabeth Maurin ;
- Laurent Hilaire ;
- Manuel Legris.

Rudolf Noureev fait vivre la tradition du ballet français.
Nathalie Aubin, sujet à l'époque, note : « À l’Opéra de Paris, c’est Patrice Bart qui incarne le plus parfaitement la descendance de Noureev ».
Le bilan de l'époque Noureev ressort lorsque Benjamin Millepied prend les rênes du Ballet de l'Opéra national de Paris en novembre 2014.
« Rudolf Noureev a rendu le Ballet de l'Opéra de Paris sexy. »
En 2013, inspiré par Rudoph Noureev, Pascal Crantelle, directeur artistique et metteur et scène de la compagnie Alexander Thaliway, écrit et crée Comment j'ai croisé Rudolf Noureev dans l'ascenseur ?, un spectacle théâtral et chorégraphique au théâtre du Marais à Paris,.

### Caractère
Rudolf Noureev dit de lui-même, qu'il est direct et franc,. Il a une vigilance extrême. Cela a pour conséquence qu'il est critique envers lui-même jusqu'au bout ce qui ressort de son commentaire sur la vidéo « Rudolf Noureev au travail à la barre » : « On dit que je suis le plus grand danseur du monde. - C'est vrai... C'est pas vrai. C'est vrai et c'est pas vrai. Je m'entraîne, ça, c'est vrai. Je m'entraîne chaque jour. Je suis un élève comme les autres. Exact, discipliné, obéissant, ni blanc ni noir. »
Manuel Legris décrit Rudolf Noureev comme « très généreux avec des yeux qui brillaient ».

### Côté mythique
Rudolf Noureev devient une figure mythique. Brigitte Lefèvre, directrice du Ballet de l'Opéra de Paris de 1995 à 2014, décrit cet aspect de Rudolf Noureev de la façon suivante : « Lorsque le ballet s'est produit dans les années 1980 aux États-Unis, cela s'est fait sur la notoriété de Rudolf. Les gens ne connaissaient pas ou mal notre troupe. Je trouve formidable que Rudolf Noureev ait pu avoir ce côté mythique. Les gens sont persuadés de l'avoir vu danser... même si ce n'est pas le cas. »
Rudolf Noureev demeure synonyme de grands ballets aux difficultés techniques redoutables pour les étoiles.

### L'ère de Noureev
Rudolf Noureev est considéré comme monstre sacré, qui a laissé au Ballet de l’Opéra de Paris un répertoire classique exceptionnel.
Intransigeant et passionné, il redonne au Ballet de l'Opéra de Paris sa première place internationale, organisant après plus de trente ans d'absence, trois tournées consécutives aux États-Unis. Il ramène la Compagnie à son plus haut niveau artistique et donne sa chance aux danseurs les plus jeunes sans toujours respecter la tradition des échelons. Il marque profondément toute une génération de danseurs demandant un total engagement de leur part et repoussant sans cesse les limites du possible.
« Rudolf Noureev a fait exploser en moi l’amour de la danse, il m’a donné le ballet pour passion. »
« C’était la découverte absolument magique d’un nouveau monde. Mais en même temps, si nous faisions mal notre travail de danseur, les oreilles nous sifflaient ! Noureev avait sacrifié sa vie à la danse, et il réclamait de nous la même chose. Mais nous étions prêts à nous donner à fond pour ne pas le décevoir. C’était un très grand Monsieur. » 

### Culture de ballet
Pour Rudolf Noureev, l'essentiel dans une compagnie, c'est le corps de ballet. C'est comme ça que fonctionne Rudolf Noureev.

### Présence lors des répétitions
Rudolf Noureev repousse sans cesse les limites du possible. Il est toujours très exigeant, mais exigeant envers lui-même déjà,.
Ce fait, Manuel Legris l'éprouve avec sa partenaire Élisabeth Maurin. Le couple interprète Roméo et Juliette à l'Opéra de Paris à l'âge de 17 ans. L'impression de Rudolf Noureev est très forte. Les deux jeunes danseurs interprètent les rôles Roméo et Juliette pour la première fois. Manuel Legris se souvient de Rudolf Noureev, décrivant les circonstances de ces répétitions.
« Pour la scène du balcon, il était pratiquement avec nous, avec moi et Élisabeth sur scène. J'avais été très impressionné qu'il voulut être là, participer, car il était souvent présent en coulisse, mais du fait de ce théâtre, de son ouverture sur la scène et la conception du décor, j'ai eu la sensation qu'il était là avec nous sur scène. C'était très impressionnant ».

### Héritage
Après sa mission en tant que maître de ballet à l'époque de Rudolf Noureev, Patrice Bart reste gardien du temple. En 1990, il devient maître de ballet associé à la direction du ballet de l'Opéra de Paris et exerce sa fonction jusqu'à sa retraite, le 30 mars 2011.
Manuel Legris poursuit le style de Noureev jusqu'à aujourd'hui.
Inspiré par Rudolf Noureev, Manuel Legris fait une grande carrière de danseur étoile. Directeur du ballet de l'Opéra de Vienne depuis le 1er septembre 2010, Manuel Legris suit les pas de son ancien Maître et suit les répétitions du ballet de l'Opéra de Vienne.
Rudolf Noureev déclenche la carrière de Sylvie Guillem en la nommant étoile alors qu'elle a seulement 19 ans, ce qui fut un évènement sans précédent. Il préférerait lui éviter cette phase, dans laquelle une grande danseuse est considérée comme étoile sans être nommé étoile si bien que la danseuse doit attendre et souffrir parce qu'elle veut danser maintenant au moment où ses ailes sont grandes.

## Épilogue
Le 6 janvier 1993 à l'occasion de la mort de Rudolf Noureev, la présentatrice du journal télévisé de France 3, Christine Ockrent, fait l'annonce :
- « Du fauve, il avait le regard brûlant et les mouvements aussi. Puissant et frémissant, le prince tatar, le seigneur de la danse, qui avait fui le glacis communiste, Rudolf Noureev est mort à Paris aujoud'hui. Il n'avait que 54 ans. »

La voix-off du reportage (X. Bodin-Hullin) ajoute :
- « En Europe, il devint seigneur de la danse, un danseur inclassable »[5]. »

Au cours de la même émission, Pierre Bergé, directeur de l'Opéra national de Paris à l'époque, déclare :
- « Il en est des danseurs comme des autres. C'est formidable d'avoir 19 sur 20. C'est très rare d'avoir 20 sur 20. Mais, d'avoir 21 sur 20, c'est encore beaucoup plus rare. Et ça, c'était le cas de Noureev. »

## Hommages et distinctions

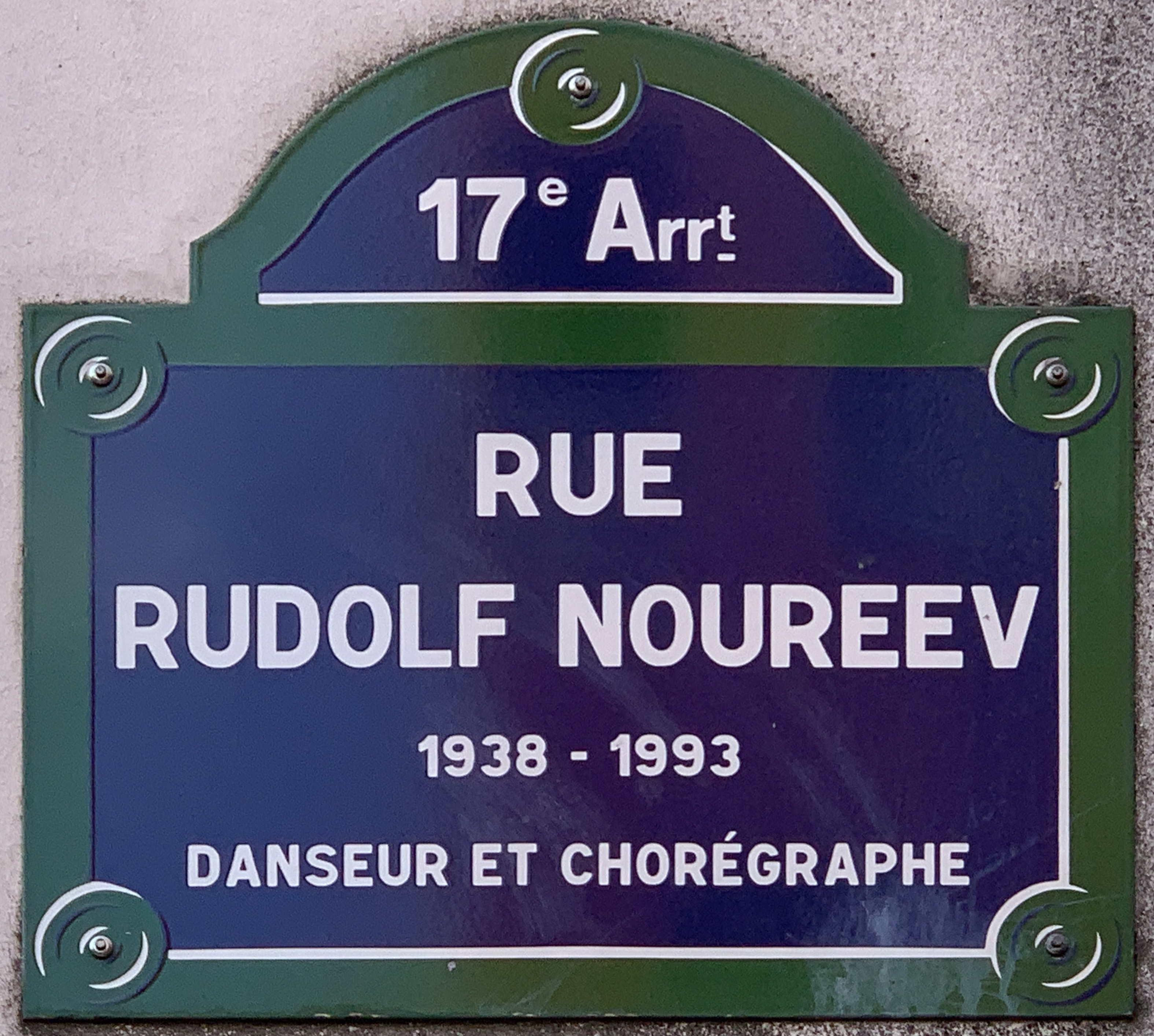
Plaque de la rue Rudolf Noureev, dans le 17e arrondissement de Paris.

Rudolf Noureev est fait chevalier de la Légion d'honneur en 1988.
Le 8 octobre 1992, le ministre de la Culture de l'époque, Jack Lang, lui remet la plus haute récompense culturelle, le faisant commandeur des Arts et des Lettres.
L'école nationale chorégraphique d'Oufa (Bachkirie) porte son nom depuis 1997. Son nom est également donné au festival annuel de ballet classique de l'opéra d'Oufa, ainsi que celui de Kazan. Une salle de répétition de l'académie Vaganova est baptisée de son nom.
En 2003, à l'occasion des dix ans de sa disparition, une voie du 17e arrondissement de Paris prend le nom de rue Rudolf-Noureev.
À l'Opéra national de Paris, une soirée de danse « Hommage à Rudolf Noureev » a lieu tous les dix ans. Elles se sont déroulées les 20 janvier 2003 et 6 mars 2013. L'hommage de 2003 a débuté par le défilé du Ballet de l'Opéra de Paris, puis par un film présenté par la Cinémathèque de la danse en collaboration avec l'Institut national de l'audiovisuel.
À la suite de l'exposition qui lui avait été consacrée en 2009 au CNCS, une exposition permanente de son œuvre est organisée au rez de chaussée du Quartier Villars grâce à la donation de sa fondation dans le cadre du Centre national du costume de scène à Moulin où sont présentés outres ses costumes, de nombreux objets personnels et des documents, dont un film retraçant sa carrière .
En 2024, l'astéroïde (20013) Nureyev est nommé en son honneur.

## Chronologie
- 17 mars 1938 : son père l'enregistre le 4 avril à la mairie de Razdolnaïa, la ville la plus proche de son camp militaire. Aucun témoin ne peut donner précisément son heure de naissance, la nuit tombe très tôt en Sibérie à cette période de l'année. Pendant seize mois, il vivra sur la base d'artillerie de Razdolnaïa.
- juillet 1939 : ses sœurs, sa mère et lui prennent le Transsibérien (quatorze jours de voyage) pour gagner Moscou, où Hamet est muté.
- Jusqu'en 1945 : son père sert sur le second front en Ukraine avec le grade de lieutenant de l'Armée rouge.
- octobre 1941 : ses sœurs, sa mère et lui quittent Moscou, à la suite des premiers bombardements. Ils arrivent à Tchichouana et vivent dans une pièce de 9 m2 avec un vieux couple de près de quatre-vingts ans.
- Printemps 1942 : ils emménagent à Oufa, chez un oncle de son père qui a gardé le nom de Fasli. Ils habitent à l'angle des rues Sverdlova et Zentsova avec une autre famille, dans un appartement de 14 m2. Son père est promu capitaine, mais envoie de rares missives aux siens.
- 1945 : à sept ans, Rudolf entre à la « grande école », située d'abord rue Sverdlova puis Aktsatva[réf. nécessaire]. La danse entre pour la première fois dans sa vie : les cours de chant et danse sur les chants folkloriques bachkirs sont obligatoires.
- 31 décembre 1945 : la compagnie de danse d'Oufa, accompagnée de danseurs réfugiés du Bolchoï et du Mariinsky, donnent une représentation à l'Opéra d'Oufa. Rudolf est sous le choc en voyant le premier ballet, Le Chant des cigognes, avec la danseuse étoile bachkire formée à Léningrad, Zaïtouna Nazretdinova, dans une chorégraphie de Nina Anissimova. Il décide de devenir danseur.
- août 1946 : Son père rentre pour la première fois à la maison. Il revoit sa famille qu'il n'avait plus vue depuis plus de six ans. Il va perturber entièrement la routine installée depuis lors. Il va vouloir « viriliser » les activités de son fils unique, le privant de danse et l'initiant vainement à la pêche.
- 1946 : la famille déménage au no 37 de la rue Zentov. Rudolf participe au spectacle de danse des Jeunes Guides. Il veut apprendre le piano, son père le lui interdit.
- 1949 : Oudeltsova, ancienne danseuse des Ballets russes de Diaghilev, devient son professeur de danse privé. Il prend des cours deux fois par semaine gratuitement. Il y reste dix-huit mois, le temps d'apprendre les bases de la danse classique. On lui conseille de prendre des cours avec Elena Konstantinovna Vaïtovitch, maîtresse de ballet à l'Opéra d'Oufa, mais son père refuse. Rudolf finit par suivre des cours avec elle, en cachette.
- À 16 ans on lui offre un premier rôle de figurant pour l'Opéra d'Oufa (10 roubles par soirée). Il quitte l'école traditionnelle pour l'école de la Jeunesse Ouvrière.
- Vers 1954 : Rudolf finit par économiser suffisamment pour se rendre à Moscou, mais il dort dans la rue. Après une courte escapade, il retourne à Oufa. Victor Kranstovitch Parinas, professeur à l'Opéra de la ville, propose de l'engager définitivement dans son corps de ballet.
- 2 juillet 1955 : il reçoit une convocation pour passer l'examen d'entrée à l'école de ballet de Léningrad. À la même époque, il participe à une tournée organisée par l'Opéra d'Oufa allant jusqu'à Moscou. Il s'agit d'une décade d'art bachkir[pas clair]. À la suite d'une audition avec Asaf Masserer, l'un des plus grands danseurs soviétiques et figure légendaire du Bolchoï, il est admis à ce théâtre. Malheureusement, l'école n'a pas d'internat, il doit donc y renoncer : sans bourse et sans l'aide de sa famille, c'est impossible.
- 1955-1958 : études à l’école Vaganova de Léningrad, avec le maître Alexandre Pouchkine.
- 1959-1961 : admis dans le corps de ballet du Mariinsky, il en devient vite soliste (Le Corsaire, Don Quichotte, Le Lac des cygnes, La Belle au bois dormant).
- 16 juin 1961 : en tournée en France avec le Mariinsky Ballet (La Bayadère), insoumis, il demande l’asile politique à l’aérodrome du Bourget. Il est engagé dans les Ballets du Marquis de Cuevas.
- 1962 : débuts au Covent Garden de Londres (Giselle avec Margot Fonteyn). Interprète exceptionnel des créations de Frederick Ashton, Rudi van Dantzig, Roland Petit, Maurice Béjart, George Balanchine, Glen Tetley, Martha Graham et Murray Louis. Il remonte et adapte les ballets de Marius Petipa. Il publie son autobiographie à Londres, puis à New York, fait ses débuts américains avec le Chicago Opera Ballet de Ruth Page à la Brooklyn Academy of Music.
- 1963 : il danse dans Marguerite et Armand avec Margot Fonteyn au Royal Opera House de Londres.
- 1982 : Rudolf Noureev devient citoyen autrichien et est nommé membre honoraire de l'Opéra de Vienne[42].
- septembre 1983 : nommé directeur de la Danse à l’Opéra de Paris par Jack Lang. Il donne une énergie nouvelle au corps de ballet et porte le prestige de l'Opéra de Paris à l'international en maintenant la compagnie à son plus haut niveau. Il invite les chorégraphes étrangers et agrandit le répertoire.
- novembre 1989 : il revient sur la scène du Mariinsky de Saint-Pétersbourg après 28 ans d’exil. Il quitte son poste de directeur de la danse, mais en reste le chorégraphe principal.
- 6 janvier 1993 : il meurt à l'âge de 54 ans à l'hôpital Notre-Dame-du-Perpétuel-Secours de Levallois-Perret, rue de Villiers, et suivant sa volonté est enterré à la nécropole russe de Sainte-Geneviève-des-Bois dans l'Essonne.

## Chorégraphies
- 1974 : La Bayadère - Acte III
- 1979 : Manfred
- 1981 : Don Quichotte
- 1983 : Raymonda
- 1984 : Le Lac des cygnes
- 1984 : Roméo et Juliette
- 1984 : La Tempête
- 1984 : Bach suite, avec Francine Lancelot
- 1985 : Casse-noisette
- 1985 : Washington Square
- 1986 : Cendrillon
- 1989 : La Belle au bois dormant
- 1992 : La Bayadère (version intégrale)

## Filmographie
- Rudolf Noureev, en répétition du "Lac des cygnes" avec Claire Motte et Noëlla Pontois, film de Claude Fléouter, 12 décembre 1969, 10 min 15 s, site INA.
- Rudolf Noureev au travail à la barre, ORTF, 21 décembre 1970, 4 min 13 s, ces images sont celles que l'on découvre au début du film Un danseur : Rudolf Noureev par Pierre Jourdan.
- Un danseur : Rudolf Noureev avec Margot Fonteyn et Carla Fracci, un film par Pierre Jourdan, accompagnées d'un texte de Jean Cau dit en voix off par Laurent Terzieff, 1970[70],[71].
- Rudolf Noureev et Paolo Bortoluzzi, dans 24 heures sur la Deux, 13 mars 1971, 5 min 58 s, site INA ; les deux danseurs répétant le ballet dirigés par Maurice Bejart avec une interview de Rudolf Noureev.
- I am a dancer avec Rudolf Nureyev, un film par Pierre Jourdan, 1 h 32 min (en)[72] ; c'est le film Rudolf Noureev : un danseur acheté et modifié par EMI, 1972[70]
- 1977 : Valentino de Ken Russell: Rudolph Valentino
- Rudolf Nureyev, documentaire de Patricia Foy, avec Margot Fonteyn, Sylvie Guillem et Roland Petit, 1993, 90 min (en)[73],[74]
- Nureyev: From Russia With Love (2007), by John Bridcut.
- Rudolf Nureyev - Dance To Freedom (2015), Richard Curson Smith.
- Rudolf Nureev. The Island of his Dream (2016) (Russian: Рудольф Нуреев. Остров его мечты, Rudolf Nureyev. Ostrov ego mechty) by Evgeniya Tirdatova.
- Nureyev (2018), by Jacqui Morris and David Morris.
- Noureev, film biopic de Ralph Fiennes sorti en 2018 avec Oleg Ivenko dans le rôle-titre.